# Reichskommissariat Papen III
Das Reichskommissariat Papen III bildete nach dem sog. Preußenschlag die faktische Preußische Staatsregierung von Januar bis April 1933. Staatsrechtlich war jedoch das Kabinett Braun III bis zum 25. März 1933 weiterhin im Amt.
| Amt                                           | Name                                                           | Partei          |
| --------------------------------------------- | -------------------------------------------------------------- | --------------- |
| Reichskommissar                               | Franz von Papen                                                | parteilos       |
| Inneres und stellvertretender Reichskommissar | Hermann Göring                                                 | NSDAP           |
| Justiz                                        | Heinrich Hölscher bis 23. März 1933 Hanns Kerrl                | parteilos NSDAP |
| Finanzen                                      | Johannes Popitz                                                | parteilos       |
| Wirtschaft und Arbeit                         | Friedrich Ernst bis 4. Februar 1933 Alfred Hugenberg           | parteilos DNVP  |
| Landwirtschaft                                | Magnus Freiherr von Braun bis 4. Februar 1933 Alfred Hugenberg | DNVP            |
| Unterricht                                    | Wilhelm Kähler bis 4. Februar 1933 Bernhard Rust               | DNVP NSDAP      |